# Пам'ятки архітектури Ямпільського району (Вінницька область)
У Ямпільському районі Вінницької області на обліку перебуває 5 пам'яток архітектури, з яких 2 — національного значення.
| №                      | Назва                                                    | Дата спорудження       | Місце                          |                        |                                                       |
| Національного значення | Національного значення                                   | Національного значення | Національного значення         | Національного значення | Національного значення                                |
| ---------------------- | -------------------------------------------------------- | ---------------------- | ------------------------------ | ---------------------- | ----------------------------------------------------- |
| с. Буша                |                                                          |                        |                                |                        |                                                       |
| 1                      | Давньослов'янський печерний храм з «Бушинським рельєфом» | 9 ст.                  | вул. І.Богуна,18а              | 1003                   | Постанова Ради Міністрів УРСР від 06.09.1979 р. № 442 |
| 2                      | Башта фортеці                                            | 17 ст.                 | вул. І.Богуна,12а              | 1004                   | -ІІ-                                                  |
| Місцевого значення     |                                                          |                        |                                |                        |                                                       |
| 3                      | Миколаївська церква                                      | 18-19 ст.              | м. Ямпіль вул. Дністрянська,18 | 209-М                  | Розпорядження ОДА № 78 від 19.02.96 р                 |
| с. Буша                |                                                          |                        |                                |                        |                                                       |
| 4                      | Історико-ландшафтний парк                                | 8-19 ст.               | вул. І. Богуна                 | 247-М/1                | -//-                                                  |
| 5                      | Цвинтар з пам'ятниками                                   | 18-19 ст.              | вул. І.Богуна,47               | 247-М/2                | -//-                                                  |
|                        |                                                          |                        |                                |                        |                                                       |

## Джерело
- [Архівовано 19 червня 2012 у Wayback Machine.] Пам'ятки Вінницької області